# Отдел В восточных среднерусских говоров

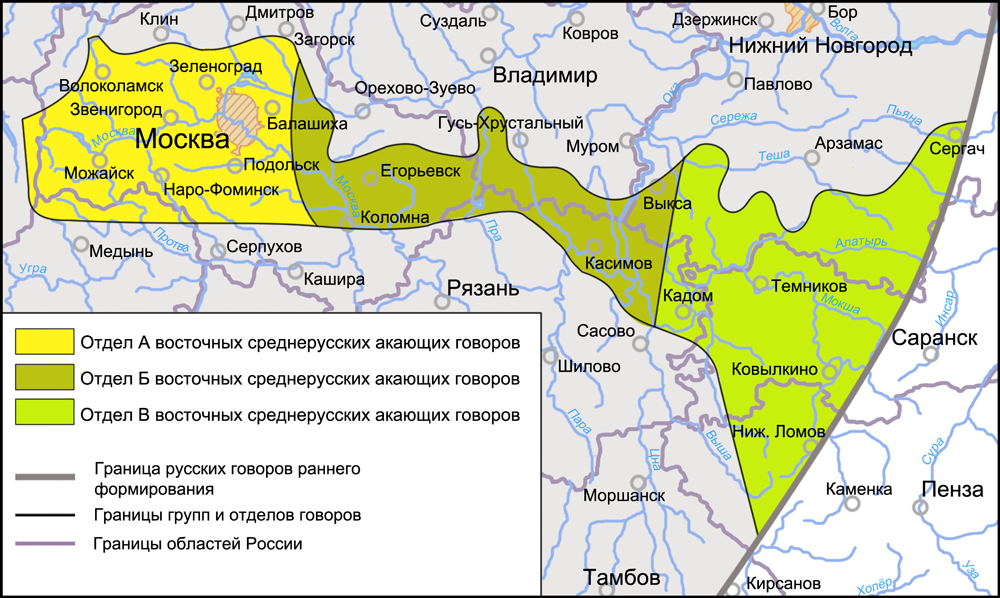
Отдел В на карте восточных среднерусских акающих говоров
На основе данных

Отде́л В восто́чных среднеру́сских го́воров — среднерусские говоры, не образующие самостоятельной группы, распространённые на территории южной части Нижегородской области, западной части Мордовии и северо-западной части Пензенской области. Говоры отдела В являются частью более крупного диалектного объединения — восточных среднерусских акающих говоров.

## Вопросы классификации
| Классификация: - Русский язык - Среднерусские говоры - Восточные среднерусские говоры - Восточные среднерусские акающие говоры - Отдел В восточных среднерусских говоров |

Впервые говоры крайне восточной части акающих говоров в составе среднерусских говоров были выделены в особую единицу диалектного членения на диалектологической карте русского языка 1965 года. Выделение на территории распространения восточных среднерусских акающих говоров самостоятельных групп говоров было осложнено отсутствием определённых местных языковых комплексов, в связи с чем территория этих говоров была разделена на особые диалектные подразделения — отделы — по наличию в них малочисленных местных диалектных черт, как правило не обладающих определённостью очертаний.
Говоры западной Мордовии с говорами соседних с ними районов Нижегородской и Пензенской области вошли в состав отдела В. Границы отделов в данном случае являются более условными, чем границы между группами говоров.
Неоднородность говоров отдела В, обусловленная, как и у всех переходных среднерусских говоров, размещением их в области пересечений ареалов диалектных черт северного и южного наречий, ареалов, входящих в наречия различных групп говоров, а также ареалов разных диалектных зон, осложняется несколько поздним заселением русскими территории этого отдела в сравнении с другими первичными говорами русского языка.
Н. Н. Пшеничнова отмечает, что территория среднерусских говоров не является сплошной. Область восточных среднерусских говоров, включающая и часть территории распространения говоров отдела В, занимают значительные вкрапления говоров севернорусского диалектного типа на участке Нижний Новгород — Чебоксары — Саранск. Вместе с тем говоры отдела В южнее Нижнего Ломова в свою очередь сами являются вкраплениями островов среднерусских говоров среди сплошных южнорусских.
На карте диалектного членения русского языка, опубликованной в диалектологическом атласе русского языка, границы территории отдела В в южной части продвигаются южнее Кирсанова до города Балашова.

## Область распространения
Говоры отдела В распространены в западной части Мордовии, южной части Нижегородской области, северо-западных районах Пензенской области, а также на небольшой части востока Рязанской области. На севере говоры отдела В граничат с говорами Нижегородской подгруппы Владимирско-Поволжской группы, на западе — с говорами отдела Б восточных среднерусских акающих говоров, на юге — с говорами Восточной (Рязанской) группы, на востоке — с говорами позднего формирования главным образом на среднерусской основе, близких говорам Нижегородской подгруппы (что подтверждается наличием совпадения гласных звуков [а] и [о] во втором предударном и заударных слогах в гласном [ъ] и другими диалектными чертами восточных среднерусских окающих говоров на востоке Мордовии), а также граничит на востоке с мордовскими языками финно-угорской группы.

## История
Лингвистический ландшафт современных говоров отдела В определяется формированием их в результате длительного исторического взаимодействия восточнославянских говоров с говорами финно-угорских языков, диалектов Ростово-Суздальской и Рязанской земель на их пограничной территории. Генетически являясь северными рязанскими, говоры отдела В испытали влияние московских говоров, восприняв как звук [г] смычно-взрывного образования, так и некоторые другие севернорусские черты. На их лексику в значительной мере повлияли как процессы ассимиляции русскими финно-угорского населения (финно-угорский субстрат), так и проживание чересполосно русских с мордвой до настоящего времени на данной территории.

## Особенности говоров
Говоры отдела В, являясь частью восточных среднерусских говоров, распространяются в области совмещения окраинных ареалов языковых черт диалектных объединений северной и южной локализации. Неоднородные по своей структуре, говоры отдела В испытывают на разных частях своей территории влияние окающих говоров Владимирско-Поволжской группы, акающих южнорусских говоров Восточной (Рязанской) группы и восточных среднерусских акающих говоров отдела Б.
Говоры отдела В разделяют все диалектные черты, которые характерны среднерусским говорам в целом, восточным среднерусским говорам, а также восточным среднерусским акающим говорам. Отличием от других восточных среднерусских акающих говоров является распространение в говорах отдела В некоторых диалектных черт южного наречия, юго-восточной диалектной зоны и Восточной (Рязанской) группы, неизвестных в говорах отделов А и Б, а также наличие местных диалектных черт.

### Фонетика
1. Аканье — неразличение гласных неверхнего подъёма в безударных слогах после твёрдых согласных[9][10][11].
2. Умеренное яканье[12][13][14]. Неразличение гласных [е], [о] и [а] в первом предударном слоге после мягких согласных, при котором перед твёрдыми согласными они совпадают в звуке [а]: н'[а]су́ (несу), в л'[а]су́ (в лесу), а перед мягкими в звуке [и]: н'[и]с’и́ (неси), л’ис'[и́]на (лесина) и т. п.
3. Совпадение гласных [а], [о], [у] в гласном [ъ][9] во втором предударном и закрытом заударных слогах после твёрдых согласных: г[ъ]рода́ (города), д[ъ]л’око́ (далеко), р[ъ]кава́ (рукава), к[ъ]лаки́ (кулаки), го́р[ъ]д (город), о́к[ъ]н’ (окунь) и т. п. Данное явление в такой же форме известно также в Тверской подгруппе и (преимущественно с редукцией гласного [у] и совпадением его с [ъ] в заударных слогах, и реже во втором предударном слоге) в Псковской группе говоров.
4. Произношение словоформ глаголов прошедшего времени муж. рода тряс и запряг с гласным [о] под ударением: т[р’о]с, зап[р’о́]г как в южнорусском наречии.
5. Распространение произношения таких слов как корм, столб и др. со вторым гласным после плавного: ко́[ро]м, сто́[ло]б и др. Подобные случаи произношения известны в говорах северо-западной диалектной зоны (чаще с ударением на конечном слоге: сто[ло́]б), они соответственно являются характерными и для западных среднерусских говоров.
6. Особенности в произношении слова рига с твёрдым [р]: [р]ы́га; слова нутро с мягким [р']: нут[р']о́, характерные для южнорусского наречия в целом.
7. Особенности в произношении слова старший с мягким [р']: ста́[р']ший, такое произношение, характерное для юго-восточной диалектной зоны, известно также в южных говорах отдела А.
8. Особенности в произношении слова дупло с мягким [л']: дуп[л']о́; а также ряда слов с мягким [н']: ко[н’ц]ы́, полоте́[н’ц]о и др. Данные слова распространены также в соседних говорах Восточной (Рязанской) группы. Некоторые из данных слов (дуп[л']о́, полоте́[н’ц]о) известны также в говорах Вологодской группы[1].

### Морфология и синтаксис
1. Распространение южнорусской формы повелительного наклонения от глагола лечь: [л’аш].
2. Наличие у глаголов возвратных частиц -с’а или -си с мягкими согласными в составах частиц: умы́л[си], умы́л[с’а]; бои́ш[си], бои́ш[с’а] и т. п. Данная черта характерна для юго-восточной диалектной зоны.
3. Распространение форм родительного падежа единственного числа с окончанием -е у существительных женского рода, оканчивающихся на -а и c основой на твёрдый согласный в сочетании с предлогом у: у жен[е́], у ма́м'[и] и т. п. Явление характерно для южнорусского наречия, такие формы также распространены в соседних южных говорах Владимирско-Поволжской группы.
4. Совпадение безударных окончаний 3-го лица мн. числа глаголов I и II спряжения как и в южнорусском наречии: пи́ш[ут], но́с'[у]т и т. п.[15]
5. Распространение как и в юго-восточной диалектной зоне ударного гласного [о] во всех личных формах глаголов I спряжения настоящего времени: нес'[о́]ш, нес'[о́]т, нес'[о́]м, нес'[о́]те и др.
6. Распространение форм творительного падежа единственного числа с окончаниями -ей, -уй у существительных женского рода, оканчивающихся на мягкий согласный: гр’а́з[ей] наряду с гр’а́з'[уй]. Подобные формы известны в говорах отдела Б. Другой ареал этого явления находится в западной части распространения русских диалектов и охватывает Западную, Верхне-Днепровскую группы и южную часть Псковской группы.
7. Отсутствие j в интервокальном положении, явления ассимиляции и стяжения гласных в глагольных окончаниях в сочетаниях ейе, ойе, уйе и реже айу: ум[е́]т (умеет), м[о]т (моет), торг[у́]т (торгует), реже де́л[у]т (делают). Черта севернорусского наречия, наиболее последовательно глаголы с сочетанием ейе (ум[е́]т) употребляются в соседней с отделом В Нижегородской подгруппе говоров.
8. Распространение личных форм глаголов сыпать, дремать и т. п., образованных с таким соотношением основ, как: сы́[пл']у, сы́[п]еш или сы́[п']у, сы́[п]еш.
9. Наличие в именительном падеже множественного числа словоформы крест’jа́н[ы], встречающейся также в западных среднерусских окающих говорах и Ладого-Тихвинской группе.
10. Формы родительного падежа множественного числа с окончанием -ох у существительных муж. рода: дом[о́х], купц[о́х] и т. п.
11. Наличие форм дательного и предложного падежа единственного числа с окончанием -е от некоторых существительных женского рода, оканчивающихся на мягкий согласный: по гр’азе́, в гр’азе́ и т. п. Черта Восточной (Рязанской) группы, Вологодской группы и говоров отдела Б.
12. Совпадение форм творительного и предложного падежа прилагательных мужского и среднего рода в форме с окончанием -им (-ым): с худ[ы́]м, в худ[ы́]м и т. п. Черта Владимирско-Поволжской группы говоров.
13. Распространение форм именительного падежа множественного числа, образованных с помощью окончания -а под ударением от существительных женского рода, оканчивающихся на мягкий согласный: деревн’а́, лошад’а́, плош’ш’ад’а́, печ’а́, зелен’а́ и т. д. Черта юго-восточной диалектной зоны, такое образование существительных множественного числа встречается также в говорах Гдовской группы и западных псковских говорах.
14. Форма родительного пад. мн. числа с окончанием -ов у существительных женского рода с окончанием -а, имеющих как твёрдую, так и мягкую основу: ба́бушк[ов], дере́вн'[ов] и т. п. Черта юго-восточной диалектной зоны, известная также в южных говорах отдела А.
15. Исключительное распространение слов с суффиксом -ик- в названиях ягод: земл’ан[и́к]а, черн[и́к]а и т. п. Черта юго-восточной диалектной зоны, известная также в южных говорах отдела А.
16. Исключительное распространение формы именительного падежа множественного числа местоимения 3-го лица с окончанием -и: они́. Черта юго-восточной диалектной зоны. В говорах других территорий такая форма местоимения употребляется наряду с формами оне́ и оны́.
17. Рассеянное распространение форм косвенных падежей притяжательных местоимений жен. рода мой[о́]й, твой[о́]й, известных также в Рязанской и Тульской группах говоров, в отличие от форм мой[е́]й, твой[е́]й в говорах центральной диалектной зоны.
18. Склонение слова путь по типу продуктивного склонения существительных мужского рода так же, как и в южном наречии:

| Именительный падеж | пут’       |
| Родительный падеж  | нет пут'а́  |
| Дательный падеж    | по пут'у́   |
| Винительный падеж  | пут'а́      |
| Творительный падеж | над пут'о́м |
| Предложный падеж   | о путе́     |

19. Наличие различных типов парадигм настоящего времени глагола мочь:
|        | Единственное число | Множественное число |
| ------ | ------------------ | ------------------- |
| 1 лицо | мо́[ж]у             | мо́[ж]ем             |
| 2 лицо | мо́[ж]еш            | мо́[ж]ете            |
| 3 лицо | мо́[ж]ет            | мо́[ж]ут             |

|        | Единственное число | Множественное число |
| ------ | ------------------ | ------------------- |
| 1 лицо | мо[г]у́             | мо[г']о́м / мо́[ж]ем  |
| 2 лицо | мо[г']о́ш           | мо́[г]ете /мо́[ж]ете  |
| 3 лицо | мо́[г]ет / мо́[ж]ет  | мо[г]у́т             |

Парадигма (мо[г]у́, мо[г’]о́ш, мо[г]у́т и т. д.) связывается общим ареалом с восточной частью Рязанской группы.